# Gjárfoss
Gjárfoss è una cascata alta 16 metri situata nella regione del Suðurland, la parte meridionale dell'Islanda.

## Descrizione
Gjárfoss è una delle numerose cascate presenti nella vallata di Gjáin, all'interno del territorio comunale di Skeiða- og Gnúpverjahreppur, che fa parte della contea di Árnessýsla, nel Suðurland, la parte meridionale dell'Islanda. 
La cascata è situata lungo il corso del ruscello Rauða, che scorre da nord-est attraverso una zona di rift e precipita da una parete con un salto di 16 metri, suddividendosi in due tronconi attorno a un affioramento roccioso.
Altre più note cascate nelle vicinanze sono Háifoss con la vicina Granni e Hjálparfoss.

## Accesso
La valle di Gjáin si trova a nord-ovest del fiume Þjórsá ed è raggiungibile tramite la strada S32 Þjórsárdalsvegur e la T327 Stangarvegur. Per arrivare fino alla cascata occorre proseguire per una stradina classificata di tipo F, cioè che è percorribile solo da mezzi fuoristrada dotati di trazione integrale.
Circa 15 minuti a valle della cascata si trova la storica fattoria Stöng, ricostruita dopo che era stata distrutta da un'eruzione del vicino vulcano Hekla nell'anno 1100.